# Fretterans
Fretterans is een gemeente in het Franse departement Saône-et-Loire (regio Bourgogne-Franche-Comté) en telt 300 inwoners (2004). De plaats maakt deel uit van het arrondissement Louhans.

## Geografie
De oppervlakte van Fretterans bedraagt 10,3 km², de bevolkingsdichtheid is 29,1 inwoners per km².
De onderstaande kaart toont de ligging van Fretterans met de belangrijkste infrastructuur en aangrenzende gemeenten.

## Demografie
Onderstaande figuur toont het verloop van het inwonertal (bron: INSEE-tellingen).